# Народичский поселковый совет
Народичский поселковый совет - представительный орган местного самоуправления в Народичском районе Житомирской области с административным центром в пгт. Народичи.

## Населенные пункты
Села находящиеся в подчинении поселкового совета:
- пгт. Народичи
- с. Батьковщина
- с. Анновка
- с. Гута-Ксаверовская
- с. Журавлинка
- с. Калиновка
- с. Лозница
- с. Любарка
- с. Рассоховское
- с. Рудня-Каменка